# Jo’aw Segalowicz
Jo’aw Segalowicz (hebr.: יואב סגלוביץ', ang.: Yoav Segalovich, Yoav Segalovitz, ur. 24 kwietnia 1959 w Izraelu) – izraelski policjant i polityk, od 2019 poseł do Knesetu.
W 2013 roku przeszedł na emeryturę po 28 latach pracy w Policji. Pracował na stanowisku szefa wydziału dochodzeniowego, w trakcie swojej kariery prowadził śledztwa w sprawach m.in. Awrahama Hirszsona, Cachiego Hanegbiego, Awigdora Liebermana, Ehuda Olmerta i prezydenta Moszego Kacawa. W 2016 roku został członkiem partii Jest Przyszłość.
W wyborach parlamentarnych w kwietniu 2019 po raz pierwszy dostał się do izraelskiego parlamentu z koalicyjnej listy Niebiesko-Biali. 